# Юлия Баттенбергская
Юлия Тереза Саломея Гауке (пол. Julia Teresa Salomea Hauke), или Юлия Маврикиевна Гауке, она же Юлия фон Баттенберг (нем. Julia von Battenberg) (12 ноября (24 ноября) 1825, Варшава, Царство Польское, Российская империя — 19 сентября 1895 года, замок Хайлигенберг близ Югенхайма, Великое герцогство Гессенское и Рейнское) — дочь российского генерала от инфантерии Маврикия Фёдоровича Гауке, графа царства Польского. В морганатическом браке с принцем Александром Гессен-Дармштадтским, 24 октября (5 ноября) 1851 года получила титул графини фон Баттенберг (с 14 (26) декабря 1856 — принцесса Баттенбергская) с обращением «Светлейшее Высочество».

## Биография
Юлия Тереза Саломея Гауке родилась 12 (24) ноября 1825 года в Варшаве, в Царстве Польском, в Российской империи. Она была дочерью генерала Маврикия Фёдоровича Гауке и Софии, урожденной Лафонтендочери немецкого хирурга Франца Леопольда Лафонтена. Отец её, по происхождению немец, был профессиональным военным. После службы во французской и польской армиях, в 1814 году поступил на службу в армию российскую. В 1828 году ему было даровано дворянство Российской империи. В 1829 году российский император Николай I назначил его исправляющим должность военного министра Царства Польского и 12 (24) мая 1829 года возвёл, с нисходящим его потомством,  в графское достоинство Царства Польского.
Во время Ноябрьского восстания 1830 года он помог великому князю Константину Павловичу, наместнику Польши, избежать расправы со стороны восставших, но сам был застрелен. Вдова его была изрублена и повешена во время мятежа в Варшаве в августе 1831 года. Оставшиеся сиротами, их дети были определены под опеку семьи императора. Юлию определили в Екатерининский институт в Санкт-Петербурге, по окончании которого она была назначена фрейлиной цесаревны Марии Александровны, урождённой принцессы Максимилианы-Вильгельмины Гессен-Дармштадтской, жены цесаревича Александра Николаевича, будущего императора Александра II. Со своим будущим мужем, принцем Александром Гессен-Дармштадтским познакомилась во время исполнения своих обязанностей при императорском дворе в Санкт-Петербурге. Он приходился братом Марии Александровне и служил в российской армии в чине генерал-майора.
Юлия свободно владела немецким, русским, французским и польским языками, читала по-итальянски сочинения Данте и по-английски труды Шекспира. По словам А. Ф. Тютчевой, фрейлина Гауке никогда не была красива, но нравилась благодаря присущим полькам изяществу и пикантности, при том что была почти 100% немкой по происхождению. Согласно скандальной хронике, принц Александр был погружен в глубокую меланхолию вследствие неудачного романа с очень красивой дочерью графини Т. И. Шуваловой, так как император наложил запрет на его намерение жениться на ней. Фрейлина Гауке, девица уже не первой молодости, решила утешить и развлечь влюбленного принца и исполнила это с таким успехом, что ей пришлось броситься к ногам цесаревны и объявить о необходимости покинуть своё место. Узнав о связи родственника и фрейлины Гауке, император предложил красавцу П. П. Альбединскому жениться на ней, но получил отказ, из-за чего последний едва не повредил своей карьере.

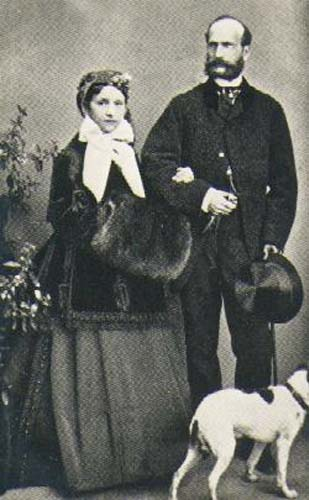
Юлия и Александр. Фотография 1850-х годов.

Принц Александр как человек чести объявил, что женится на Юлии. Император Николай I посмотрел весьма неблагосклонно на этот союз и запретил любое общение между ними. За отказ повиноваться его воле, он выслал Александра и Юлию за пределы Российской империи, лишив их жалования и пенсии. Любовники обвенчались 16 (28) октября 1851 года в Бреслау, в королевстве Пруссия. К этому времени Юлия была на шестом месяце беременности и вскоре родила первенца.
Их брак был признан морганатическим. 24 октября (5 ноября) 1851 года великий герцог Людвиг III Гессенский даровал невестке титул графини фон Баттенберг. 
Сначала графиню приняли в дармштадтскую семью весьма холодно, так как этот брак принца Александра разбил всю его карьеру в России. Но она оказалась прекрасной женой и матерью и держала себя так скромно и достойно, что все семейство скоро её оценило и полюбило.
14 (26) декабря 1856 великий герцог присвоил ей титул принцессы Баттенбергской с обращением «Ваше Светлейшее Высочество». Дети Юлии и Александра также получили титулы принцев и принцесс Баттенбергских с тем же обращением. Таким образом, род Баттенбергов приобрёл статус боковой ветви дома великих герцогов Гессенских. По этой причине 12 мая 1875 года Юлия перешла из католичества в лютеранство.
В царствование Александра II графиня Баттенберг была пожалована (10 (22) октября 1864) орденом Святой Екатерины большого креста и негласно, из сумм государя, получала пособие в размере 3 тысяч рублей в год. Она умерла 19 сентября 1895 года в замке Хайлигенберг близ Югенхайма на юге Гессена.

## Семья
В семье Юлии и Александра родились пятеро детей, одна дочь и четыре сына.
- принцесса Мария Каролина Баттенбергская (1852—1923), супруга графа Густава фон Эрбах-Шёнберг (1840—1908).
- принц Людвиг Александр Баттенбергский (1854—1921), 01.07.1917 отказался от своих немецких титулов и взял фамилию Маунтбеттен; с 20.06.1917 маркиз Милфорд-Хейвен, 30.04.1884 женился на принцессе Виктории Гессенской (1863—1950).
- принц Александр Иосиф Баттенбергский (1857—1893), с 1879 по 1886 князь-правитель Болгарии, с 1889 года граф фон Хартенау, 06.02.1889 женился на Иоганне Лойзингер (1865—1951).
- принц Генрих Мауриций Баттенбергский (1858—1896), 23.07.1885 женился на принцессе Беатрисе Британской (1857—1944) и получил 23.07.1885 от королевы Виктории обращение «Королевское Высочество».
- принц Франц Иосиф Баттенбергский (1861—1924), 18.05.1897 женился на принцессе Анне Черногорской (1874—1971).